# Josef Greindl

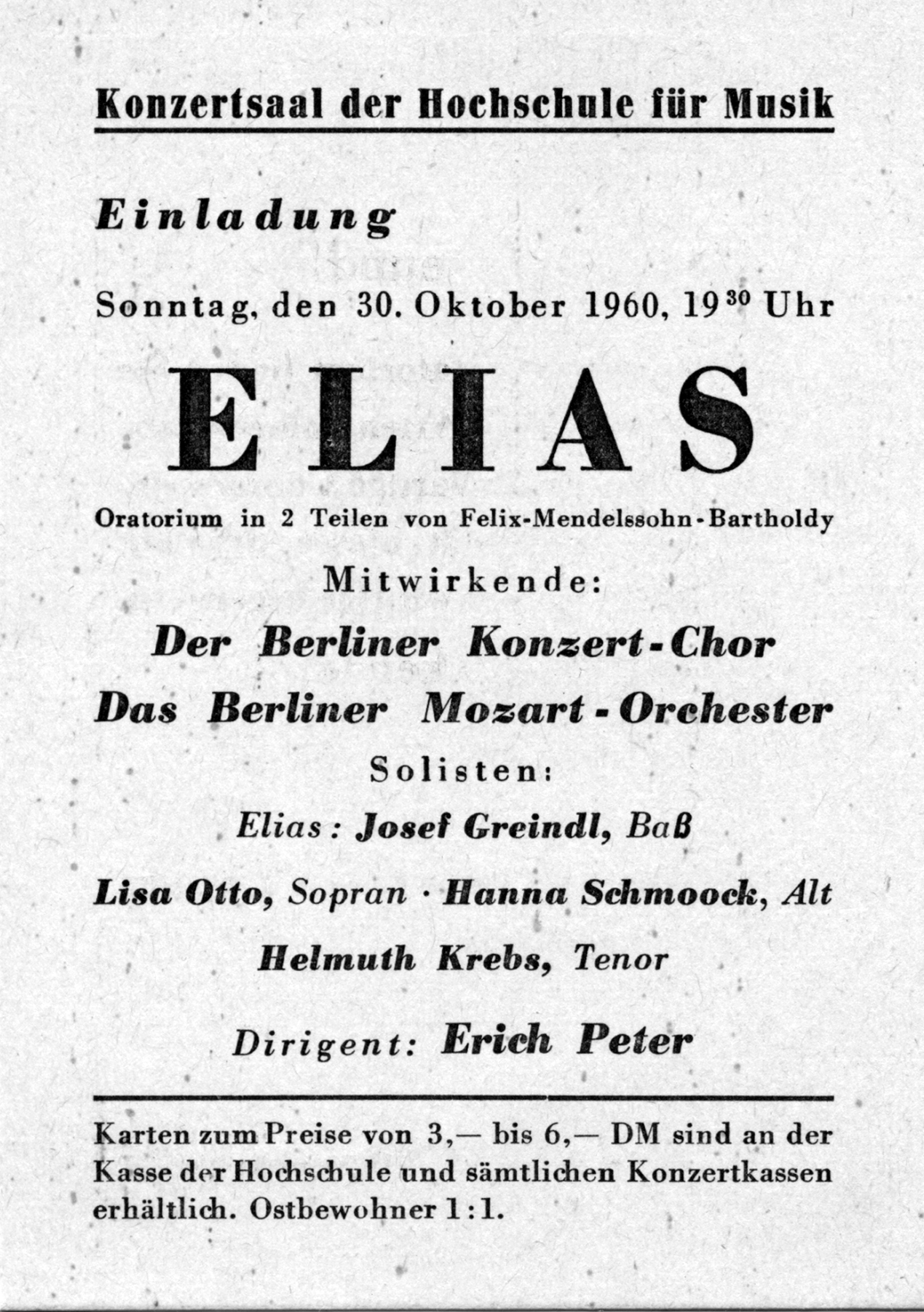
Erich Peter dirigiert den "Elias" von Mendelssohn-Bartholdy (1960) in Berlin

Josef Greindl (23 de Dezembro de 1912 - 16 de Abril de 1993) foi um cantor baixo alemão.
Josef Greindl estudou na Academia de Música de Munique com Paul Bender. Sua estréia foi em 1936 como Hunding em Die Walküre de Richard Wagner em Krefeld. Ele é lembrado pelas suas performances no Festival de Bayreuth, a partir de 1943. Ele cantou no Metropolitan Opera entre 1952 até 1953. Em 1973 ele tornou-se professor no Vienna Hochschule.